# Wojciech Dzieduszycki (artysta)

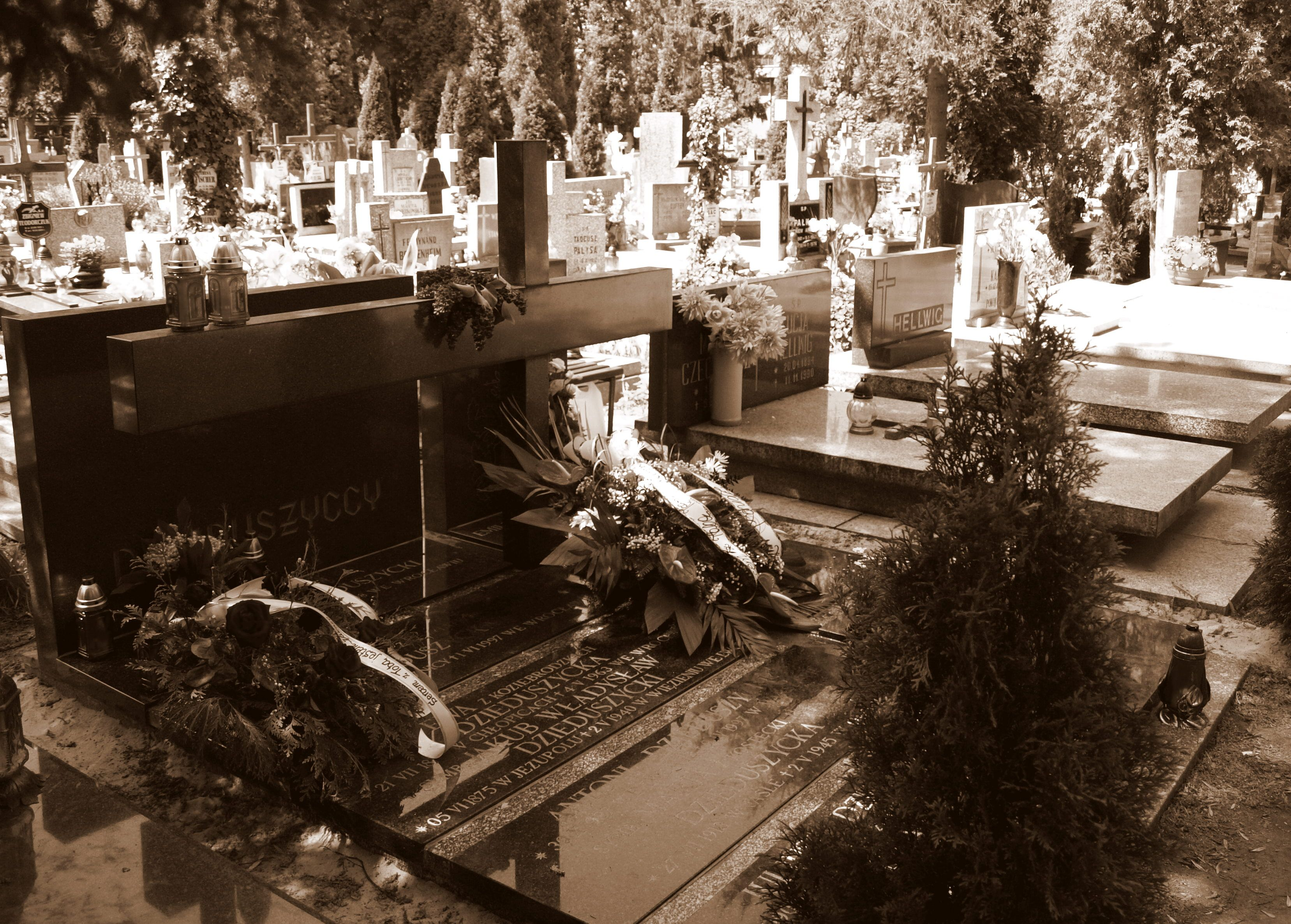
Nagrobek rodziny Dzieduszyckich na cmentarzu św. Wawrzyńca we Wrocławiu

Wojciech Dzieduszycki (ur. 5 czerwca 1912 w Jezupolu koło Stanisławowa, zm. 2 maja 2008 we Wrocławiu) – polski aktor, śpiewak, dyrygent, dziennikarz, autor tekstów kabaretowych, działacz kulturalny, recenzent muzyczny i teatralny oraz inżynier.

## Życiorys

### Młodość
Dzieduszycki wywodził się ze starej i zamożnej rodziny szlacheckiej. Jego bezpośrednim przodkiem był Dominik Herakliusz Dzieduszycki (1727–1804), który w 1777 uzyskał dziedziczny tytuł hrabiowski w Austrii.
Od czternastego roku życia pracował w majątku ojca. Ukończył studia na Wydziale Rolnym i Mechaniki Rolnej Akademii Rolniczej w Dublanach oraz studia w Polskim Towarzystwie Muzycznym we Lwowie. W 1934 zadebiutował jako tenor w operze w Stanisławowie, w 1935 wystąpił w Operze Lwowskiej w roli Leńskiego w Eugeniuszu Onieginie Piotra Czajkowskiego oraz jako Rudolf w Cyganerii Giacomo Pucciniego, a później także w Opera Comunale we Florencji i w Mediolanie. Grał również role amantów, m.in. u Wilama Horzycy w Przygodzie w Grand Hotelu. 30 stycznia 1937 poślubił Marię Kostecką, z którą miał syna Antoniego. W czasie II wojny światowej znalazł się w obozie jenieckim w Pustkowie, w którym zorganizował obozowy teatr, a później w obozie koncentracyjnym Groß-Rosen. Skazany tam na karę śmierci uniknął wyroku, ponieważ został rozpoznany jako śpiewak operowy. Jego żona Maria zmarła 9 czerwca 1945 w szpitalu dla DPs w obozie Bergen-Belsen.

### Działalność w Polsce Ludowej
W latach 1945–1946 Wojciech Dzieduszycki, którego rodzinny majątek został zagarnięty przez ZSRR, był dyrektorem Teatru Kameralnego TUR w Krakowie, a następnie osiedlił się we Wrocławiu. W 1946 poślubił Halinę Świątkównę. Wiedzę zdobytą przy zarządzaniu rodzinnym majątkiem wykorzystał przy uruchamianiu przemysłu spożywczego na Dolnym Śląsku. Był dyrektorem młynów zbożowych, opracował recepturę i technologię produkcji mąki wrocławskiej (pszenna, typu 500), a także uczył w technikum spożywczym na wrocławskiej Wyspie Młyńskiej (obecnie Hotel Tumski). W 1949 urodziła się jego córka Małgorzata.
W 1952 założył we Wrocławiu, wraz z żoną Haliną, kabaret Dymek z papierosa. Ze względu na wykonywanie lwowskich piosenek był szykanowany przez stalinowskie władze. Był współpracownikiem miesięcznika Odra od jego powstania. W 1963 zaproponował przyznawanie nagrody Orfeusza na festiwalu Warszawska Jesień, współorganizował również Festiwale Chopinowskie w Dusznikach-Zdroju. Po śmierci żony Haliny w 1997 ufundował nagrodę jej imienia, przyznawaną corocznie młodym recenzentom teatralnym i muzycznym.
W 1999 wystąpił w telewizyjnym serialu Trędowata. Dzięki staraniom Wojciecha Dzieduszyckiego wzniesiono we wrocławskim Parku Południowym pomnik Fryderyka Chopina.
W maju 2002 Dzieduszycki po raz trzeci się ożenił, jego trzecią żoną była Irena Małecka.

### Współpraca zSB
W październiku 2006 Dzieduszycki wyznał, że został „zmuszony” do współpracy z organami służb bezpieczeństwa w 1949. Przyznał w nim, że to ogromnie bolesna i wstydliwa strona jego życia; w 1949 r. zmuszono mnie do podpisania tzw. lojalki, robiąc ze mnie w ten sposób tajnego współpracownika SB. (…) Wyparłem te fakty z pamięci na tyle skutecznie, że dzisiaj nie wiem, kogo mogłem tym skrzywdzić, kogo powinienem prosić o wybaczenie. Z lat 1949–1971 zachowało się jego 400 ręcznie pisanych raportów, dotyczących głównie wrocławskich środowisk kulturalnych. Z wyjazdów zagranicznych donosił również na działaczy emigracyjnych: gen. Stanisława Maczka, Jana Nowaka-Jeziorańskiego. W dokumentach jest tylko jedno pokwitowanie odbioru pieniędzy z 1965. W 1972 Służba Bezpieczeństwa zakończyła współpracę uznając, że jego donosy nie mają już większej wartości.
Wojciech Dzieduszycki zmarł 2 maja 2008, a 9 maja w pogrzebie urny z jego prochami we wrocławskim kościele św. Wawrzyńca przy ul. Bujwida brało udział blisko tysiąc osób.

## Odznaczenia
- Medal Polonia Mater Nostra Est (2001)
- Krzyż Komandorski Orderu Odrodzenia Polski (1998)[4]
- Krzyż Oficerski Orderu Odrodzenia Polski (1987)
- Medal Rodła (1987)
- Odznaka „Za Zasługi dla Województwa Wrocławskiego” (1982)
- Honorowa Odznaka Komitetu RTV (1981)
- Krzyż Kawalerski Orderu Odrodzenia Polski (1977)
- Odznaka Budowniczego Wrocławia (1972)
- Medal Zwycięstwa i Wolności 1945 (1970)
- Odznaka „Zasłużony Działacz Kultury” (1970)
- Odznaka Grunwaldzka (1970)
- Srebrny Krzyż Zasługi (1957)
- Złota Odznaka Odbudowy Warszawy (1957)

## Nagrody i wyróżnienia
W 1999 został Honorowym Obywatelem Wrocławia (13 października 2006; po ujawnieniu jego agenturalnej przeszłości, zrzekł się tego zaszczytu), a 20 listopada 2000 odebrał doktorat honoris causa przyznany mu przez Akademię Muzyczną im. Karola Lipińskiego we Wrocławiu. Był ponadto laureatem kilkudziesięciu nagród kulturalnych.